# Alpine mastiff
De alpine mastiff is een uitgestorven hondenras dat behoort tot de familie van de molossers. Het is de stamvader van de sint-bernard en was een belangrijke bijdrage aan de hedendaagse mastiffhonden en verwanten. M.B. Wynn schreef ooit:
"In 1829 werd er een grote, brindle, alpine mastiff genaamd L'Ami vanuit het klooster van de grote sint-bernard tentoongesteld in Londen en Liverpool als de grootste hond in Engeland."
Men gelooft dat William Cavendish, vijfde hertog van Devonshire, alpine mastiffs fokte in Chatsworth House.
De namen "alpine mastiff" en "sint-bernard" werden in het begin van de 19e eeuw door elkaar gebruikt, hoewel het ras dat werd gehouden in het hospice aan de Grote Sint-Bernhardpas aanzienlijk werd veranderd door het invoeren van andere rassen, zoals de newfoundlander en de Duitse dog, en het is het ras uit deze samenstelling dat we vandaag de dag de sint-bernard noemen. Onvermijdelijk verspreidde deze variëteit uit het klooster zich verder onder de bevolking en de oorspronkelijke alpine mastiff verminderde in aantal. Alhoewel hij uiterst zeldzaam is, zou de "cane garouf" of "patua", nu nog terug te vinden in een deel van de Alpen waar vroeger de alpine mastiff ook terug te vinden was, een afstammeling zijn van dit uitgestorven ras.
De alpine mastiff was, samen met de Tibetaanse mastiff, een Kaukasische herdershond en een van de oudste hondenrassen die een werkelijk gigantische grootte bereikte. Het was een van de eerste echte mastiffs die van oorsprong uit Noord-Europa kwam ergens voor 500 v.Chr. De grootste exemplaren konden naar verluidt een schofthoogte hebben van ruim een meter en wogen 160 kg of meer. Met deze afmetingen overtreft dit ras de sint-bernard en de Engelse mastiff in gewicht. Sinds het begin van de jaren 70 zijn er een aantal pogingen geweest om de alpine mastiff terug te fokken, met name door het kruisen van de sint-bernard, de Duitse dog, Pyrenese berghond en de Berner sennenhond.